# Terry Ruskowski
Terrence Wallace „Terry“ Ruskowski (* 31. Dezember 1954 in Prince Albert, Saskatchewan) ist ein ehemaliger kanadischer Eishockeyspieler, -trainer und -funktionär, der im Verlauf seiner aktiven Karriere zwischen 1971 und 1988 unter anderem 651 Spiele für die Chicago Black Hawks, Los Angeles Kings, Pittsburgh Penguins und Minnesota North Stars in der National Hockey League (NHL) sowie 421 weitere für die Houston Aeros und Winnipeg Jets in der World Hockey Association (WHA) auf der Position des Centers bestritten hat. Seine größten Karriereerfolge feierte er dabei in der WHA, wo er im Jahr 1975 sowohl mit den Houston Aeros als auch 1979 mit den Winnipeg Jets die Avco World Trophy gewann. Nach seinem Karriereende war Ruskowski, der in der NHL und WHA bei vier Franchises – und damit so oft wie kein anderer Spieler – als Mannschaftskapitän fungierte, über 25 Jahre lang in den Minor Leagues als Trainer tätig.

## Karriere

### Spielerkarriere (1971–1988)
Ruskowski verbrachte seine Juniorenkarriere zwischen 1971 und 1974 bei den Swift Current Broncos in der Western Canada Hockey League (WCHL). Dort konnte der Stürmer sich in den drei Jahren stets verbessern und steigerte seine Punktausbeute von zunächst 51 Scorerpunkten in seinem Rookiejahr auf schließlich 133 in seinem dritten und letzten Jahr in der Liga. Dabei führte er das Team als punktbester Spieler des Kaders in der Saison 1973/74 nach zweijähriger Abstinenz gemeinsam mit Bryan Trottier und Tiger Williams wieder in die Playoffs, wo die Broncos bis in die Vorschlussrunde vordrangen. Mit 23 Torvorlagen war er bester Vorbereiter der Playoffs und seine 28 Torbeteiligungen insgesamt sicherten ihm unter den Scorern den dritten Rang. Folglich wurde der 19-Jährige noch während der laufenden Saison 1973/74 zunächst im geheim gehaltenen WHA Secret Amateur Draft 1974 in der zweiten Runde an 30. Position von den Houston Aeros aus der World Hockey Association (WHA) ausgewählt. Nach dem Saisonende folgte zudem die Auswahl im NHL Amateur Draft 1974 durch die Chicago Black Hawks aus der National Hockey League (NHL) in der vierten Runde an 70. Stelle.
Vor der Spielzeit 1974/75 erhielt Ruskowski ein Angebot Chicagos für deren Farmteam Dallas Black Hawks in der Central Hockey League (CHL), um dort im Profibereich Fuß zu fassen. Der Kanadier entschied sich jedoch gegen einen Wechsel in die Minor Leagues und unterzeichnete stattdessen – wie auch Rich Preston, der ebenfalls ein Nachwuchsspieler in Chicagos System war – einen Vertrag bei den Houston Aeros, womit er in die zu dieser Zeit mit der NHL konkurrierenden WHA wechselte. In Diensten des texanischen Franchises konnte der Kanadier gleich in seinem Rookiespieljahr die Avco World Trophy gewinnen, nachdem sich das Team in der Finalserie der WHA-Playoffs gegen die Nordiques de Québec deutlich durchgesetzt hatte. In den folgenden Jahren entwickelte sich Ruskowski, obwohl er kein schneller Schlittschuhläufer war, zu einem der besten Stürmer der Aeros, der sich auch durch seine Spielhärte einen Namen in der Liga machte. Sein bestes Jahr für Houston bestritt er dabei in der Saison 1976/77, als ihm 84 Scorerpunkte gelangen. Im letzten Jahr seines Bestehens war er Mannschaftskapitän des Teams, ehe er im Juli 1978 an den Ligakonkurrenten Winnipeg Jets verkauft wurde, der eine ganze Reihe von ehemaligen Aeros-Spielern verpflichtete. Gleichzeitig lehnte er ein erneutes Vertragsangebot der Chicago Black Hawks für die NHL ab. Bei den Winnipeg Jets absolvierte der Angreifer das letzte WHA-Spieljahr, bevor die Liga aufgelöst wurde. Allerdings gelang es ihm mit der Mannschaft zum zweiten Mal in seiner Karriere die Avco World Trophy zu gewinnen, nachdem die Edmonton Oilers in der Finalserie mit 4:2 besiegt worden waren. Dabei bereitete er im entscheidenden sechsten Spiel vier der sieben Tore Winnipegs vor. Bereits im Saisonverlauf hatte er mit 86 Scorerpunkten eine persönliche Bestmarke aufgestellt und sich einen Platz unter den zehn besten Scorern des Spieljahres gesichert.
Mit der Auflösung der WHA und der Übernahme von vier Franchises in die National Hockey League gingen Ruskowskis Transferrechte im Rahmen des NHL Reclaim Draft 1979 zurück an die Chicago Black Hawks, die seine NHL-Rechte eigentlich bereits 1974 über den Draft erworben hatten. Somit ging der Mittelstürmer nicht für die Winnipeg Jets, sondern für die Chicago Black Hawks erstmals in der NHL aufs Eis. In Chicago verbrachte Ruskowski drei Spielzeiten, in denen seine Offensivausbeute jedoch von Saison zu Saison abnahm. Dennoch wurde er im November 1979 zum Mannschaftskapitän der Black Hawks ernannt, als er den zurückgetretenen Keith Magnuson beerbte. Kurz nach dem Beginn des Spieljahres 1982/83 im Oktober 1982 – und weiterhin Kapitän des Teams – wurde der damals 27-Jährige im Tausch für Larry Goodenough und ein Drittrunden-Wahlrecht im NHL Entry Draft 1984 an die Los Angeles Kings abgegeben. Dort wurde Ruskowski im Oktober 1983 nach nicht einmal einem Jahr Zugehörigkeit zum Team zum siebten Mannschaftskapitän der Franchise-Geschichte ernannt. Dieses Amt bekleidete der erfahrene Stürmer bis zu seinem Vertragsende im Sommer 1985.
Ruskowski unterzeichnete daraufhin im Oktober 1985 als Free Agent einen Vertrag bei den Pittsburgh Penguins, wo er in der Saison 1985/86 mit 73 Scorerpunkten seine beste Saison seit sechs Jahren absolvierte. Vor dem Beginn der Spielzeit 1986/87 wurde er auch dort mit dem Amt des Mannschaftskapitäns ausgestattet, nachdem er im Vorjahr bereits als Assistenzkapitän von Mike Bullard fungiert hatte. Damit ist Ruskowski der einzige Spieler im nordamerikanischen Eishockey, der bei vier verschiedenen Franchises der WHA und NHL dieses Amt ausfüllte. Durch einen erneuten Wechsel als Free Agent spielte er schließlich ab Juli 1987 für die Minnesota North Stars, wobei er große Teile der Saison aufgrund von Rückenproblemen ausfiel. Nachdem er zu Beginn der Saison 1988/89 noch dreimal für Minnesota aufgelaufen war, gab er aufgrund anhaltender Verletzungsprobleme wenige Wochen vor seinem 34. Geburtstag das vorzeitige Ende seiner aktiven Karriere bekannt.

### Trainer- und Funktionärskarriere (1989–2017)
Nahezu unmittelbar nach seinem Karriereende begann Ruskowski mit Beginn der Spielzeit 1989/90 als Trainer zu arbeiten, nachdem er ein Angebot der Saskatoon Blades aus der kanadischen Juniorenliga Western Hockey League (WHL) angenommen hatte. Er betreute das Team über einen Zeitraum von zwei Spielzeiten mit mäßigem Erfolg. Nachdem er die Mannschaft in der ersten Saison noch in die zweite Playoff-Runde geführt hatte, verpasste er die Playoffs im folgenden Jahr knapp. Das Engagement endete daraufhin und der Kanadier wechselte wieder in die Vereinigten Staaten, wo er eine Anstellung im Profibereich fand. Für die folgenden drei Spieljahre fungierte Ruskowski als Cheftrainer der Columbus Chill aus der East Coast Hockey League (ECHL), die zur Saison 1991/92 neu in die Liga aufgenommen worden waren. In seiner dritten und letzten Saison dort führte er die Chill erstmals in ihrer Franchise-Geschichte in die Playoffs, wo die Mannschaft in der zweiten Runde aber am späteren Meister Toledo Storm scheiterte.
Zur Spielzeit 1994/95 wechselte Ruskowski in die Organisation der Houston Aeros, einer Reinkarnation seines einstigen Arbeitgebers in der WHA, die nun am Spielbetrieb der International Hockey League (IHL) teilnahm. Mit dem Wechsel aus der ECHL war er der erste Trainer überhaupt, der aus dieser Liga den Sprung in die IHL schaffte. Zurück in Houston gelang Ruskowski in seinem ersten Jahr das erneute Erreichen der Playoffs, ehe er im Verlauf der Spielzeit 1995/96 im Januar 1996 entlassen und durch Dave Tippett ersetzt wurde. Im Anschluss an die Entlassung nahm sich der Ex-Spieler eine mehr als dreijährige Auszeit und kehrte erst zur Saison 1999/2000 hinter die Trainerbank zurück.
Ruskowski wurde im Sommer 1999 von den Knoxville Speed aus der United Hockey League (UHL) verpflichtet. Dort übte er für die folgenden zwei Spielzeiten in Personalunion den Posten des Cheftrainers und General Managers aus. Am Ende seines zweiten Jahres im Amt des Trainers wurde er von der Liga als Trainer des Jahres ausgezeichnet, nachdem das Team die reguläre Saison 20 Punkte besser als im Vorjahr abgeschlossen hatte. Danach folgte Ruskowksis erfolgreichste Zeit als Trainer. Bereits im Anschluss an seine Zeit in Knoxville wurde der Ex-Spieler in der zweiten Hälfte des Jahres 2001 vom Management der Laredo Bucks verpflichtet, die zur Saison 2002/03 den Spielbetrieb in der wieder belebten Central Hockey League (CHL) aufnehmen sollten. In den Jahren 2004 und 2006 führte er die Mannschaft jeweils zum Gewinn des Ray Miron President’s Cups, der Meisterschaftstrophäe der CHL. Zudem erreichte er in beiden Spielzeiten nach dem Titelgewinn abermals die Finalserie. Im Jahr 2006 erhielt Ruskowski die Commissioner’s Trophy als bester Übungsleiter der Liga. Letztlich war der Kanadier zehn Jahre als Trainer der Bucks im Amt, ehe er vor der Saison 2011/12 durch Serge Dubé ersetzt wurde, nachdem er erstmals in seiner Amtszeit die Playoff-Qualifikation verpasst hatte und auch aufgrund der wirtschaftlichen Talfahrt des Franchises zurückgetreten war. Ruskowski selbst wechselte daraufhin hinter die Bande des Ligakonkurrenten Rio Grande Valley Killer Bees. Das Engagement wurde über die Spielzeit 2011/12 hinaus aber nicht fortgeführt.
Dennoch verblieb Ruskowski als Trainer innerhalb der CHL und betreute ab der Saison 2012/13 die Quad City Mallards, wo er – wie bereits in Knoxville – als Cheftrainer und General Manager angestellt war. Insgesamt war er dort fünf Jahre lang in beiden Ämtern tätig und war damit auch hauptverantwortlich, dass die Mallards nach Auflösung der Central Hockey League nach dem Spieljahr 2013/14 zur Saison 2014/15 als eines von sieben Franchises in die ECHL aufgenommen wurden. An die Erfolge seiner Zeit in Laredo konnte Ruskowski in den fünf Jahren seiner Tätigkeit bei den Quad City Mallards aber nicht anschließen. Zwar gelang ihm in allen Spielzeiten die Qualifikation für die Playoffs, allerdings scheiterte die Mannschaft alleine viermal bereits in der ersten Runde. So auch in allen drei Jahren der Zugehörigkeit zur ECHL, die unter Ruskowskis Ägide fielen. Nach der Saison 2016/17 wurde die Zusammenarbeit mit ihm daher beendet. Der mittlerweile 62-Jährige beendete daraufhin seine über 25-jährige Karriere als Trainer und Funktionär. Während dieser Zeit war er im Jahr 2010 als eine der ersten 41 Personen in die neu gegründete Hall of Fame der World Hockey Association aufgenommen worden.

## Erfolge und Auszeichnungen
| - 1975 Avco-World-Trophy-Gewinn mit den Houston Aeros - 1979 Avco-World-Trophy-Gewinn mit den Winnipeg Jets - 2001 UHL Coach of the Year - 2004 Ray-Miron-President’s-Cup-Gewinn mit den Laredo Bucks (als Cheftrainer) | - 2006 Ray-Miron-President’s-Cup-Gewinn mit den Laredo Bucks (als Cheftrainer) - 2006 Commissioner’s Trophy - 2010 Aufnahme in die WHA Hall of Fame |

## Karrierestatistik
(Legende zur Spielerstatistik: Sp oder GP = absolvierte Spiele; T oder G = erzielte Tore; V oder A = erzielte Assists; Pkt oder Pts = erzielte Scorerpunkte; SM oder PIM = erhaltene Strafminuten; +/− = Plus/Minus-Bilanz; PP = erzielte Überzahltore; SH = erzielte Unterzahltore; GW = erzielte Siegtore; 1 Play-downs/Relegation; Kursiv: Statistik nicht vollständig)